# Eupithecia latoniata
Eupithecia latoniata là một loài bướm đêm trong họ Geometridae.